# Alex Sánchez Cruz
Alex Sánchez Cruz (Naranjo, Alajuela; 20 de julio de 1930) es un exfutbolista costarricense. Formó parte del Deportivo Saprissa que ganó los tres primeros Campeonatos Nacionales en Costa Rica de 1952, 1953 y 1957.

## Clubes
| Club        | País       | Año       |
| ----------- | ---------- | --------- |
| Saprissa    | Costa Rica | 1949-1960 |
| Alajuelense | Costa Rica | 1960-1963 |

## Palmarés

### Títulos nacionales
| Título           | Equipo   | País       | Año  |
| ---------------- | -------- | ---------- | ---- |
| Primera División | Saprissa | Costa Rica | 1952 |
| Primera División | Saprissa | Costa Rica | 1953 |
| Torneo de Copa   | Saprissa | Costa Rica | 1956 |
| Primera División | Saprissa | Costa Rica | 1957 |
| Torneo de Copa   | Saprissa | Costa Rica | 1960 |

### Títulos internacionales
| Título                                  | Equipo     | Sede        | Año  |
| --------------------------------------- | ---------- | ----------- | ---- |
| Campeonato Centroamericano y del Caribe | Costa Rica | Honduras    | 1955 |
| Campeonato Centroamericano y del Caribe | Costa Rica | Cuba        | 1960 |
| Campeonato de Naciones de la Concacaf   | Costa Rica | El Salvador | 1963 |